# Süli János
Süli János (Békéscsaba, 1956. január 26. –) magyar villamosmérnök, politikus, országgyűlési képviselő, 2017–22 között a paksi atomerőmű bővítésért felelős tárca nélküli miniszter, 2022-ben pár hónapig lemondásáig ugyanezért felelős államtitkár, 2014–17 között Paks polgármestere.

## Tanulmányai, családja
Újkígyóson nevelkedett, ahol édesapja tanárként, majd községi vezetőként, tanácselnökként, édesanyja pedig szakképzett élelmezésvezetőként dolgozott.  A szentesi Pollák Antal Villamosipari Szakközépiskolában tette le a szakmunkás- és az érettségi vizsgát, 1975–1980 között a Budapesti Műszaki Egyetem Villamosmérnöki Karán tanult erősáramú szakon és villamos ágazaton, majd diplomázott.
Felesége, Süliné Goda Edit szintén villamosmérnök. Lánya, Anikó  műszaki informatikai mérnök, fia, Balázs 2009-ben fejezte be az egyetemet.

## Szakmai életútja
1980-tól az Erőmű Beruházási Vállalat (ERBE) üzembe helyező mérnökeként a Paksi Atomerőműben dolgozott, 1985-től az erőműhöz került, mint üzembe helyező csoportvezető. 1986-tól a Villamos Üzemviteli Osztály, 2000-től a Villamos és Irányítástechnikai Üzemviteli Osztály vezetője. 2001-től az Üzemviteli Főosztályt vezette.
2004. január 15-től az Atomerőmű műszaki igazgatója. 2005. január 15-én kinevezték üzemviteli igazgatónak, majd 2009. március 24-én több évtizedes kimagasló szakmai munkája elismeréseként vezérigazgatónak. 2010 és 2011 között vezérigazgató-helyettes volt.

## Közéleti, politikai tevékenysége
Aktívan részt vett Paks város közéletében, az önkormányzat munkáját segítve és a város hazai és nemzetközi kapcsolatait támogatva. Az Atomerőmű Sportegyesület elnöke és a Paksi Sportegyesület labdarúgó szakosztályának vezetője. 2010 márciusában a Tolna megyei Labdarúgó Szövetség elnökének választották.
2014 és 2017 között Paks polgármestere, 2017-től 2022-ig a Paksi Atomerőmű két új blokkja tervezéséért, megépítéséért és üzembe helyezéséért felelős tárca nélküli miniszter a harmadik, majd a negyedik Orbán-kormányban. Az ötödik Orbán-kormányban államtitkárként vitte tovább a portfóliót 2022. szeptember 5-ei hatályú lemondásáig.
A 2018-as és a 2022-es országgyűlési választáson Tolna megyei 3. sz. országgyűlési egyéni választókerületében, országgyűlési képviselővé választották. A KDNP frakció tagja.
2023-tól az Országgyűlés Törvényalkotási bizottságának alelnöke.

## Díjai, elismerései
- „Pro Urbe Paks Emlékérem” kitüntetés (2007)
- Újkígyósért kitüntetés (2009)
- Újkígyós város díszpolgára (2010)
- Paks város díszpolgára (2010)
- Bölcske Községért Emlékplakett arany fokozata kitüntetés (2010)
- Paksi Atomerőmű építéséért emlékplakett
- Tolna Megyéért Sport Érem kitüntetés